# Književnost u 1450.
◄◄ | ◄ | 1447. | 1448. | 1449. | 1450.  | 1451. | 1452. | 1453. | ► | ►►
Arhitektura • Astronomija • Glazba • Knjige • Književnost • Kršćanstvo • Medicina • Pravo • Promet • Slikarstvo • Znanost
Književnost u 1450.

## Hrvatska i u Hrvata

### Rođenja
- 18. kolovoza – Marko Marulić,  hrvatski književnik i humanist († 1524.)

## Vanjske poveznice
|  | Zajednički poslužitelj ima još gradiva o temi Književnost u 1450. |